# 20 złotych 1974 XXV lat RWPG
20 złotych 1974 XXV lat RWPG – okolicznościowa moneta dwudziestozłotowa, wprowadzona do obiegu 30 lipca 1974 r. zarządzeniem z 23 lipca 1974 r. (M.P. z 1974 r. nr 27, poz. 162), wycofana z dniem denominacji z 1 stycznia 1995 r., rozporządzeniem prezesa Narodowego Banku Polskiego z dnia 18 listopada 1994 r. (M.P. z 1994 r. nr 61, poz. 541).
Monetę wybito z okazji dwudziestopięciolecia organizacji Rady Wzajemnej Pomocy Gospodarczej.

## Awers
W na tej stronie monety umieszczono godło – orła bez korony, pod łapą znak mennicy w Warszawie, poniżej duże cyfry 20, pod nimi napis „ZŁOTYCH”, dookoła napis „POLSKA RZECZPOSPOLITA LUDOWA 1974”, a na samym dole, monogram projektanta.

## Rewers
Na tej stronie monety znajduje się koło zębate, którego górna połowa została przedstawiona w kształcie kwiatu słonecznika, w środku napis, w trzech rzędach, „XXV LAT RWPG”.

## Nakład
Monetę bito w Mennicy Państwowej, w miedzioniklu, na krążku o średnicy 29 mm, masie 10,15 grama, z rantem ząbkowanym, w nakładzie 2 000 000 sztuk, według projektu Józefa Markiewicza-Nieszcza.

## Opis
Moneta była pierwszą okolicznościową dwudziestozłotówką okresu PRL. Jest jedną z siedmiu dwudziestozłotówek okolicznościowych bitych w latach 1974–1980.
Jej średnica i masa są identyczne z parametrami dwudziestozłotówek obiegowych z lat 1973–1983.
W latach siedemdziesiątych dwudziestego wieku monetę można było czasami spotkać w obrocie pieniężnym.

## Wersje próbne
Istnieje wersja tej monety należąca do serii próbnej w niklu z wypukłym napisem „PRÓBA”, wybita w nakładzie 500 sztuk oraz wersja próbna technologiczna, z wypukłym napisem „PRÓBA”, w miedzioniklu, w nakładzie 20 sztuk.
W serii monet próbnych niklowych i jako próbę technologiczną wybito dwudziestozłotówkę o lekko zmodyfikowanym rysunku rewersu, gdzie wnętrze koła zębatego pokryte jest wzorem.